# Sanremo 98
Sanremo 98 è una compilation pubblicata dall'etichetta discografica Universal nel febbraio 1998.
Si tratta di uno dei due album contenenti brani partecipanti al Festival di Sanremo 1998.
Degli 8 brani, 4 sono stati proposti nella manifestazione da artisti della sezione "Campioni", 2 da artisti della sezione "Giovani", uno da un gruppo ospite, mentre il rimanente è la sigla del Festival.
La durata complessiva supera di poco i 30 minuti, risultando fra le più brevi della storia degli album legati al concorso canoro.

## Tracce
1. Amore lontanissimo - Antonella Ruggiero
2. Con il naso in su - Taglia 42
3. Compagna segreta - Costa
4. Dormi e sogna - Piccola Orchestra Avion Travel
5. Flamingo - Sergio Caputo
6. Sotto il velo del cielo - Nuova Compagnia di Canto Popolare
7. Barbie Girl - Aqua
8. Maria Teresa - Orchestra del Festival di Sanremo